# United in Blood
United in Blood – wspólny album studyjny Arditi i Toroidh. Został wydany w 2004 roku przez wytwórnię Neuropa Records.

## Lista utworów
1. "Untitled" - 2:43
2. "Untitled" - 5:12
3. "Untitled" - 4:39
4. "Untitled" - 5:44
5. "Untitled" - 3:59
6. "Untitled" - 2:21
7. "Untitled" - 4:04
8. "Untitled" - 2:27
9. "Untitled" - 4:18
10. "Untitled" - 7:06
11. "Untitled" - 5:13